# Stenomesosa rondoni
Stenomesosa rondoni là một loài bọ cánh cứng trong họ Cerambycidae.